# ユニエスキー・ベタンコート
ユニエスキー・ベタンコート・ペレス（Yuniesky Betancourt Pérez , 1982年1月31日 - ）は、キューバ共和国ビジャ・クララ州サンタ・クララ出身の野球選手（内野手）。右投げ右打ち。

## 経歴

### キューバ時代
キューバのサンタ・クララに生まれ、幼い頃はキューバ代表の二遊間コンビだったヘルマン・メサとフアン・パディーヤのプレーを観戦して育った
。
2000年夏の第19回AAA世界野球選手権大会にジュニアナショナルチームの正遊撃手として出場し、打率.523の好成績を残した。
その後はキューバ国内リーグであるセリエ・ナシオナル・デ・ベイスボルのナランハス・デ・ビジャ・クララに入団したが、チームには代表常連のスター遊撃手であるエドゥアルド・パレが在籍していたため、二塁手にコンバートされた。キューバでの生活は厳しく、ベタンコートは当時の事を「キューバでは、みんなその日暮らしさ。その瞬間を生きる事に精一杯で、中長期的視点で将来の事を考えるのはおろか、明日の事すら考える時間がなかったからね。」と振り返っている。
2003年12月4日、他の仲間と共にボートでキューバから逃亡してアメリカ合衆国へ密入国、その後カリフォルニア州ロサンゼルスを経由してメキシコに入国し、不正に入手したパスポートを持ってアメリカ合衆国に入り直す、という手順で亡命を果たした。当時は入国の経緯について「11月28日、9人の仲間と共にいかだに乗ってキューバから逃亡し、4日後にメキシコのキンタナ・ロー州カンクンに漂着した。」と偽っていたが、真相が明らかになるのは2006年12月になってからであった。入国後にフリーエージェント（FA）を宣言し、複数の球団と自由に交渉する権利を得た。

### プロ入りとマリナーズ時代

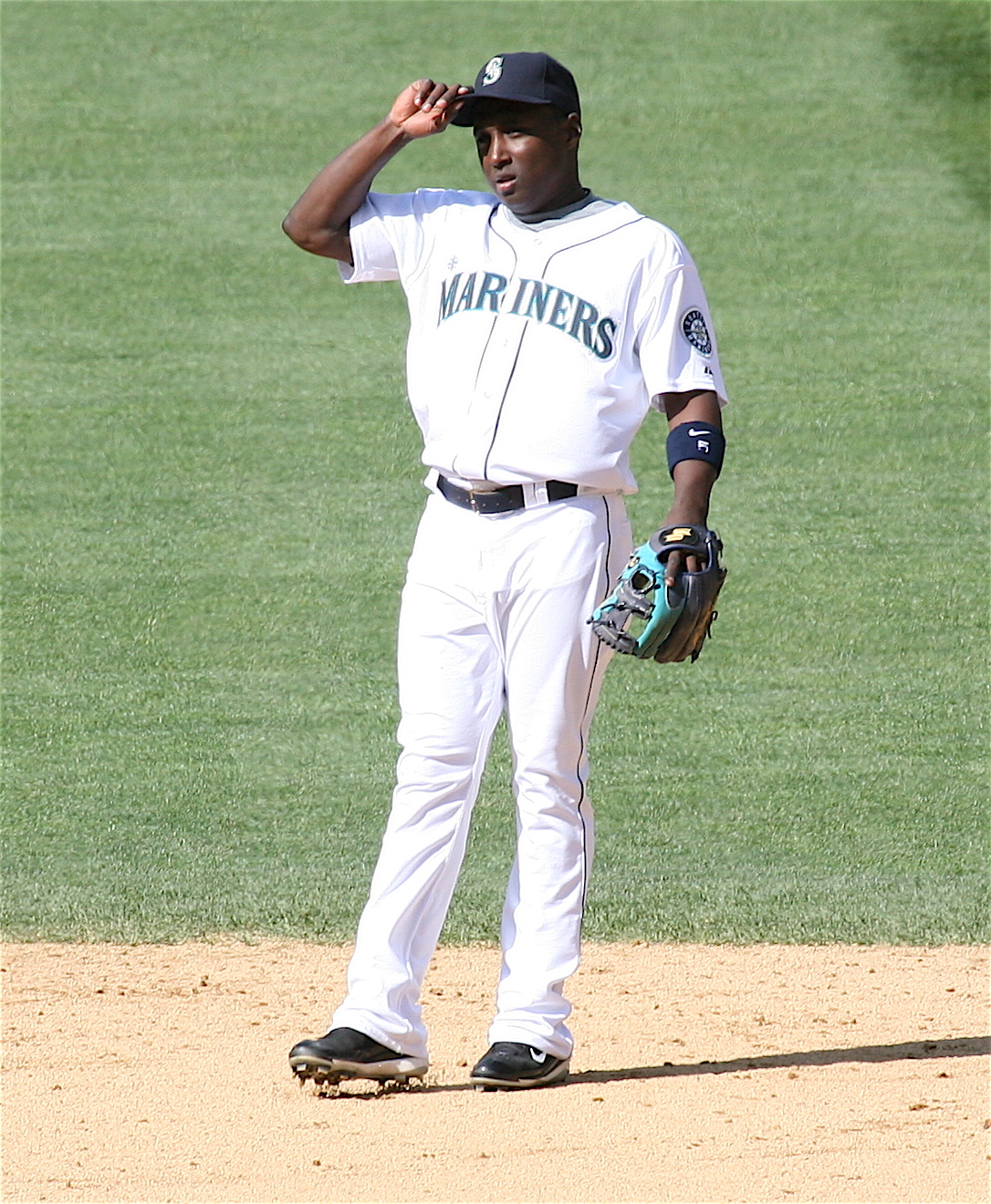
シアトル・マリナーズ時代
(2007年4月15日)

2005年1月25日にMLBのシアトル・マリナーズと4年総額282万6000ドルの契約を結び、入団した。この年のうちにマイナーリーグのAA級サンアントニオ・ミッションズとAAA級タコマ・レイニアーズを経て、7月28日の対クリーブランド・インディアンス戦でMLB初出場。また、昇格前にオールスター・フューチャーズゲームの世界選抜に選ばれている。
2006年以降はマリナーズの正遊撃手としてプレーする。1983年生まれの二塁手ホセ・ロペスとの若手コンビは、以後のマリナーズを担う存在として期待されていた。
2008年までの3年間、どんな状況でもお構いなしに早いカウントから振っていく粗い打撃が目立ち、毎年打率.280前後に対して出塁率は.300をやや超える程度に留まる。2008年シーズン終了後に就任したドン・ワカマツ監督が「打席内で落ち着きがない。打者として才能があるだけに、新しいスタイルを教えるのが我々の責任でもある」と指摘し、打撃スタイル矯正に乗り出す意向を表明したほどだった。 
2009年も正遊撃手として前半戦は63試合に出場したが、打率.250・出塁率.278は共に過去最低の数字。課題とされていた早打ちも、245打席で相手に投げさせた球数は802球で、1打席あたりの球数3.27は過去3年の平均3.20とほぼ変わらない水準だった。6月24日の試合で右大腿を傷めて故障者リスト（DL）入りする。

### ロイヤルズ時代
2009年7月10日にマリナーズがトレードを成立させ、復帰前にマイナーリーガー2人との交換でカンザスシティ・ロイヤルズへ移籍する事になった。ロイヤルズでは正遊撃手のマイク・アビレスが故障で復帰の見通しが立たず、傘下のマイナーリーグにもめぼしい選手がいない事から、ベタンコートにはレギュラーとしての期待がかけられていた。移籍後は71試合に出場している。
2010年4月5日のデトロイト・タイガースとのシーズン開幕戦に7番・遊撃手として先発出場し、2回裏の第1打席にジャスティン・バーランダーから2点本塁打を放つ。下位打線を担ったこの年に151試合に出場したベタンコートは、3本の満塁本塁打を含むチーム最多の16本塁打・78打点を記録した。

### ブルワーズ時代

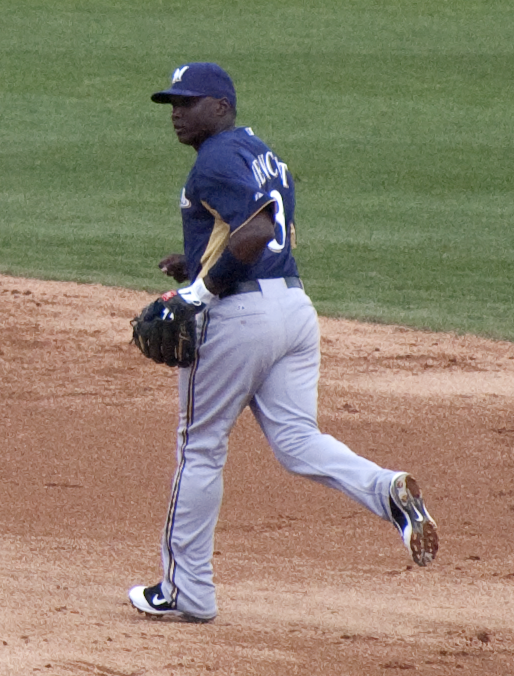
ミルウォーキー・ブルワーズ時代
(2011年3月1日)

2010年シーズン終了後にミルウォーキー・ブルワーズとの2対4のトレードでザック・グレインキーと共にミルウォーキー・ブルワーズへ移籍した。
2011年は、ブルワーズの正遊撃手として定着。この年のワイルドカードゲーム進出にも貢献した。

### ロイヤルズ復帰
2011年12月21日、1年総額200万ドルで1年ぶりにロイヤルズに復帰した。
2012年8月14日にロイヤルズから放出され、FAとなった。

### ブルワーズ復帰
2013年1月28日にフィラデルフィア・フィリーズとマイナー契約を結んだが、3月24日に自由契約となり、26日に単年のメジャー契約で2年ぶりにブルワーズに復帰したが、シーズン終了後、10月31日にFAとなった。

### オリックス時代
2014年1月29日にオリックス・バファローズへ入団した。李大浩、アーロム・バルディリスの穴を埋めるべく主軸を期待され開幕戦では4番・二塁手で出場する。12試合で打率.106と低迷し、4月11日に登録を抹消される。およそ1か月の二軍調整を経て、5月6日に一軍へ再昇格するも、5月17日に再び登録を抹消。2度目の抹消以降、二軍戦にまったく出場しなかったり、練習にも来たり来なかったりするなどした。その後、「右足親指滑液包炎」と診断され、「米国でかかりつけの医師の診察を受けたい」という本人の希望を球団が受け入れ、アメリカへ一時帰国することとなった。7月12日には怪我の原因である両足外反母趾の手術を受けることを発表した。7月22日、球団から契約解除を通告され、ウエーバー公示にかけられ、29日に不請求となっている。

### メキシカンリーグ時代
2015年はメキシカンリーグのティフアナ・ブルズと契約するが、4月29日に解雇された。オフはメキシコのウィンターリーグに参加。
2017年3月29日、メキシカンリーグのユカタン・ライオンズと契約。
2018年3月1日にトレードでラグナ・ユニオン・コットンファーマーズに移籍するが、3月22日にオアハカ・ウォーリアーズに移籍。

### キューバ国内リーグ復帰
2019年3月から、キューバから他国への亡命選手として初めてキューバ国内リーグ・セリエ・ナシオナル・デ・ベイスボルに復帰。3月28日にナランハス・デ・ビジャ・クララの一員として試合出場した。しかし、2019-2020年シーズンは国内リーグでプレーしないことを表明した。

## プレースタイル
打撃は早いカウントから積極的に打っていく典型的なフリースインガーであり、四球・三振は共に少ない。走力はあるが通算盗塁成功率は2012年終了時点で5割となる低さであり、盗塁技術にはまだ改善の余地がある。
守備範囲が広く肩も強いため、2007年にベースボール・アメリカ誌が行ったアメリカンリーグ各球団監督へのアンケートでは、「守備の上手い遊撃手」と「肩の強い内野手」の2部門でリーグ3位の評価を受けている。また、ESPN記者のロブ・ネイヤーは、ゴールドグラブ賞の選考方法が各球団の監督・コーチ陣による投票である事を批判する際に「2006年、レッドソックスのマリナーズとの対戦は6回。果たしてレッドソックスのコーチたちは、本当にユニエスキー・ベタンコートの守備力について確固たる考えを持っていると言えるだろうか？」と、ベタンコートの守備を引き合いに出している。ただし守備指標においては、2006年から2011年までの6年間の守備防御点で-72（メジャーワースト）、つまりこの期間中の同じ守備イニングの平均的な遊撃手と比べて守備で防いだ失点が72点も少ないという、上記の識者による評価とは逆の結果が出ている。2012年は出場57試合のうち46試合で二塁手として出場した。

## 人物
マリナーズ時代は同僚のイチローと仲がよく、「何度も食事をした。特にお寿司屋によく連れていってもらった」と振り返っている。

## 詳細情報

### 年度別打撃成績
| 年 度     | 球 団      | 試 合 | 打 席 | 打 数 | 得 点 | 安 打 | 二 塁 打 | 三 塁 打 | 本 塁 打 | 塁 打 | 打 点 | 盗 塁 | 盗 塁 死 | 犠 打 | 犠 飛 | 四 球 | 敬 遠 | 死 球 | 三 振 | 併 殺 打 | 打 率 | 出 塁 率 | 長 打 率 | O P S |
| --------- | ---------- | ----- | ----- | ----- | ----- | ----- | -------- | -------- | -------- | ----- | ----- | ----- | -------- | ----- | ----- | ----- | ----- | ----- | ----- | -------- | ----- | -------- | -------- | ----- |
| 2000-2001 | VCL        | 89    | 298   | 271   | 48    | 71    | 9        | 4        | 8        | 112   | 25    | 12    | 10       | 9     | 2     | 15    | 0     | 1     | 36    | 3        | .262  | .301     | .413     | .714  |
| 2001-2002 | VCL        | 82    | 322   | 299   | 43    | 86    | 11       | 8        | 4        | 125   | 45    | 11    | 10       | 0     | 7     | 11    | 0     | 5     | 30    | 5        | .288  | .317     | .418     | .735  |
| 2002-2003 | VCL        | 89    | 371   | 328   | 64    | 104   | 21       | 7        | 7        | 160   | 52    | 11    | 10       | 2     | 8     | 28    | 2     | 5     | 25    | 8        | .317  | .371     | .488     | .859  |
| 2003-2004 | VCL        | 5     | 21    | 19    | 2     | 4     | 2        | 0        | 0        | 6     | 1     | 0     | 0        | 0     | 1     | 0     | 0     | 1     | 2     | 1        | .211  | .238     | .316     | .554  |
| 2005      | SEA        | 60    | 228   | 211   | 24    | 54    | 11       | 5        | 1        | 78    | 15    | 1     | 3        | 2     | 2     | 11    | 0     | 2     | 24    | 2        | .256  | .296     | .370     | .666  |
| 2006      | SEA        | 157   | 584   | 558   | 68    | 161   | 28       | 6        | 8        | 225   | 47    | 11    | 8        | 7     | 1     | 17    | 0     | 1     | 54    | 10       | .289  | .310     | .403     | .713  |
| 2007      | SEA        | 155   | 559   | 536   | 72    | 155   | 38       | 2        | 9        | 224   | 67    | 5     | 4        | 3     | 4     | 15    | 3     | 1     | 48    | 10       | .289  | .308     | .418     | .725  |
| 2008      | SEA        | 153   | 590   | 559   | 66    | 156   | 36       | 3        | 7        | 219   | 51    | 4     | 4        | 6     | 6     | 17    | 0     | 2     | 42    | 23       | .279  | .300     | .392     | .691  |
| 2009      | SEA        | 63    | 245   | 224   | 15    | 56    | 10       | 1        | 2        | 74    | 22    | 3     | 1        | 8     | 3     | 10    | 0     | 0     | 18    | 9        | .250  | .278     | .330     | .609  |
| 2009      | KC         | 71    | 263   | 246   | 25    | 59    | 10       | 5        | 4        | 91    | 27    | 0     | 2        | 3     | 3     | 11    | 0     | 0     | 26    | 8        | .240  | .269     | .370     | .639  |
| '09計     | KC         | 134   | 508   | 470   | 40    | 115   | 20       | 6        | 6        | 165   | 49    | 3     | 3        | 11    | 6     | 21    | 0     | 0     | 44    | 17       | .245  | .274     | .351     | .625  |
| 2010      | KC         | 151   | 588   | 556   | 60    | 144   | 29       | 2        | 16       | 225   | 78    | 2     | 3        | 4     | 4     | 23    | 1     | 1     | 64    | 13       | .259  | .288     | .405     | .692  |
| 2011      | MIL        | 152   | 584   | 556   | 51    | 140   | 27       | 3        | 13       | 212   | 68    | 4     | 4        | 0     | 10    | 16    | 3     | 2     | 63    | 16       | .252  | .271     | .381     | .652  |
| 2012      | KC         | 57    | 228   | 215   | 21    | 49    | 14       | 1        | 7        | 86    | 36    | 0     | 1        | 1     | 3     | 9     | 0     | 0     | 25    | 10       | .228  | .256     | .400     | .656  |
| 2013      | MIL        | 137   | 409   | 391   | 35    | 83    | 15       | 1        | 13       | 139   | 46    | 0     | 0        | 0     | 3     | 14    | 3     | 1     | 71    | 9        | .212  | .240     | .355     | .595  |
| 2014      | オリックス | 18    | 74    | 71    | 1     | 10    | 1        | 0        | 0        | 11    | 4     | 0     | 1        | 2     | 1     | 0     | 0     | 0     | 15    | 2        | .141  | .139     | .155     | .294  |
| CNS：4年  | CNS：4年   | 265   | 1012  | 917   | 157   | 265   | 43       | 19       | 19       | 403   | 123   | 34    | 30       | 11    | 18    | 54    | 2     | 12    | 93    | 17       | .289  | .331     | .439     | .770  |
| MLB：9年  | MLB：9年   | 1156  | 4278  | 4052  | 437   | 1057  | 218      | 29       | 80       | 1573  | 457   | 30    | 30       | 34    | 39    | 143   | 10    | 10    | 435   | 110      | .261  | .285     | .388     | .673  |
| NPB：1年  | NPB：1年   | 18    | 74    | 71    | 1     | 10    | 1        | 0        | 0        | 11    | 4     | 0     | 1        | 2     | 1     | 0     | 0     | 0     | 15    | 2        | .141  | .139     | .155     | .294  |

- 2018年度シーズン終了時
- 各年度の太字はリーグ最高
- キューバで通常用いられる個人通算成績は、プレーオフや選抜リーグなども合算するため、この表の合計とは一致しない[30]

### 記録
MLB
- オールスター・フューチャーズゲーム選出 1回：2005年

NPB
- 初出場・初先発出場：2014年3月28日、対北海道日本ハムファイターズ1回戦（札幌ドーム）、4番・二塁手で先発出場
- 初打席：同上、1回表に吉川光夫から二飛
- 初安打：2014年4月2日、対東北楽天ゴールデンイーグルス2回戦（楽天Koboスタジアム宮城）、6回表に松井裕樹から中前安打
- 初打点：2014年4月6日、対埼玉西武ライオンズ3回戦（京セラドーム大阪）、4回裏にグレッグ・レイノルズから中前適時打

### 背番号
- 46 （2005年）
- 5 （2006年、2008年）
- 3 （2007年、2009年 - 2011年、2013年）
- 7 （2009年）
- 11 （2012年）
- 1 （2014年）

### 代表歴
- 2000年AAA世界野球選手権大会キューバ代表